# Algoritmo de Borwein
El algoritmo de Borwein es un algoritmo desarrollado por Jonathan y Peter Borwein que permite el cálculo de 1/π.

## Algoritmo
Se procede de la siguiente forma:
- Se comienza con los valores
{\displaystyle a_{0}=6-4{\sqrt {2}}}
{\displaystyle y_{0}={\sqrt {2}}-1}
- Después se itera con las siguientes fórmulas
{\displaystyle y_{k+1}={\frac {1-(1-y_{k}^{4})^{1/4}}{1+(1-y_{k}^{4})^{1/4}}}}
{\displaystyle a_{k+1}=a_{k}(1+y_{k+1})^{4}-2^{2k+3}y_{k+1}(1+y_{k+1}+y_{k+1}^{2})}

Se tiene que ak posee una convergencia cuártica 1/π; es decir, en cada iteración se multiplica por cuatro, aproximadamente, el número de dígitos correcto.
El grado de convergencia se obtiene de la siguiente desigualdad:
{\displaystyle \left|{\frac {1}{\pi }}-a_{n}\right|<=16\;(4^{n})(e^{-2\pi 4^{n}})}